# Sericosura heteroscela
Sericosura heteroscela là một loài nhện biển trong họ Ammotheidae. Loài này thuộc chi Sericosura. Sericosura heteroscela được miêu tả khoa học năm 1996 bởi Child & Ségonzac.